# Kuun Géza

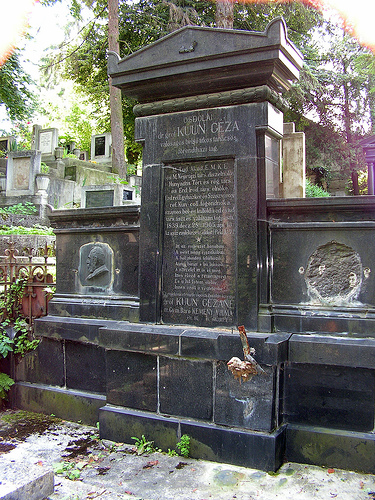
Sírja a házsongárdi temetőben

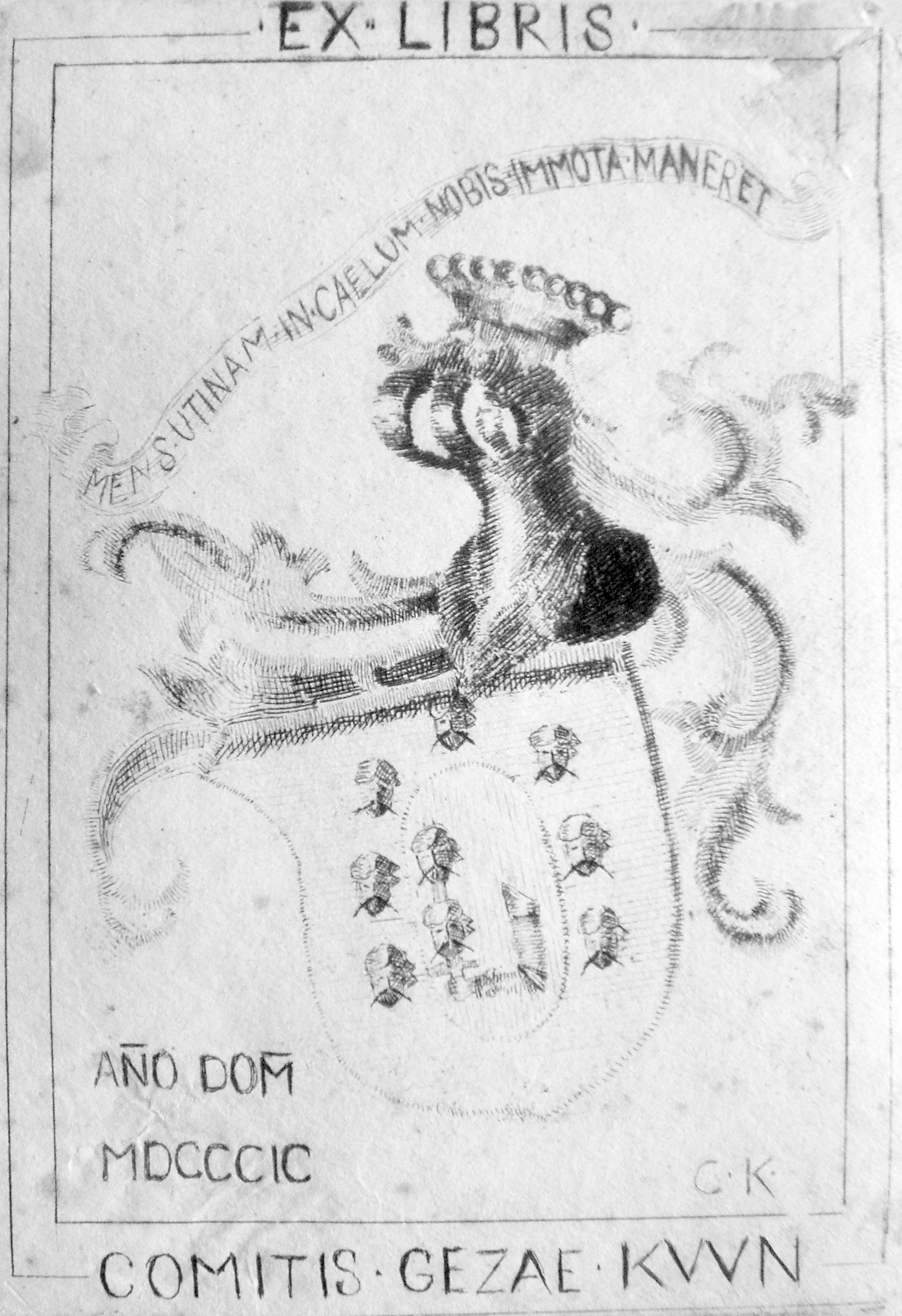
Kuun Géza ex librise

Ozsdolai gróf Kuun Géza, (Nagyszeben, 1838. december 29. – Budapest, 1905. április 10.) magyar nyelvész, filológus, orientalista, MTA igazgató tag, református egyházkerületi főgondnok és utazó.

## Életpályája
Kuun László (1800–1881) és Gyulai Konstancia (1802–1873) fia. Eleinte házi nevelésben részesült; 1850-től Pesten a Szőnyi Pál intézetébe járt, egyszersmind magántanároktól vett leckéket. Bölcseleti s nyelvészeti előadásokat hallgatott a pesti és göttingai egyetemen. Külföldi utazásait 1856-ban kezdette Kiss tanárral; beutazták Olaszországot, Svájcot és Dániát; 1858-ban Németországba ment Szilády Áron társaságában; később meglátogatta Angliát és Franciaországot, Olasz- és Németországot. Utazásai alatt jeles tudósok ismeretségét szerezte meg és teljesen otthonossá vált az európai nyelvekben, úgy hogy mondhatni egyenlő könnyűséggel beszél magyarul, franciául, németül, angolul, olaszul és latinul. Tudományos szempontból főképp a sémi nyelvekkel foglalkozott.
A Magyar Tudományos Akadémia 1867. január 30-án levelező taggá választotta, 1883. május 17-én pedig tiszteleti tag lett. A kolozsvári egyetem 1894-ben bölcseleti doktorrá, a leideni egyetem 1895-ben a sémi nyelvek doktorává s a budapesti egyetem 1896. millenniumi díszülése alkalmával bölcseleti doktorrá választotta honoris causa. Az olasz koronarend középkeresztese, volt. ev. ref. egyházkerületi főgondnok, a szászvárosi ev. ref. collegium egyik főgondnoka, a magyarországi néprajz társaság elnöke s alapító tagja, a hunyadmegyei tört. és rég. egylet elnöke s alapító tagja, a m. történelmi társulat, a m. heraldikai s genealógiai társaság s a budapesti philologiai társaság tiszteleti s alapító tagja, a vajdahunyadvári egylet tiszteletb. elnöke, az erdélyi közművelődési egyesület tiszteleti elnöke s igazgató választmányi tagja, az egyesület irodalmi szakosztályának elnöke, s Hunyadvármegye választmányának elnöke, a dévai állami iskolák gondnokságának s az erdélyi irodalmi társaságnak elnöke, a múzeum-tanács tagja, az Alsó-Fehér vármegyei történeti, régészeti és természettudományi társulat, a marosvásárhelyi Kemény-Zsigmond társaság, a magyar földrajzi társaság és az Atenes di Science e lettere di Bassano tiszteleti tagja, Patrono del Museo Indiano, a protestáns irodalmi társaság igazgatóválasztmányi tagja s a Deutsche Morgenländische Gesellschaft rendes tagja, Consigliere della Società Nazionale per le Tradizioni Popolari Italiene, a prágai Wissenschaftlicher Verein für Volskunde und Linguistik, a helsingforsi Finn-ugor társaság tiszteleti tagja s az Erdélyi Múzeum-Egyesület alapító és tiszteleti tagja. A megyei politikába nem lehetett bevonni, ritkán jelent meg a közgyűléseken, de az elvállalt megbízásokat pontosan teljesítette.
Cikkei a következő folyóiratokban és hírlapokban jelentek meg: Magyar Nyelvészet; Szépművészeti Csarnok; Nyelvtudományi Közlemények; Budapesti Szemle; Rivista Europea; Magyar Tudományos Akadémia Értesítője; Keresztény Magvető; Bollettino italiano degli studii orientali; Fővárosi Lapok; Hunyad; Cordelia; Hunyadmegyei tört. és régészeti társulat Évkönyve; Giornale della Società Asiatica Italiana; Allg. Zeitung; Revue d'Ethnographie; Erdélyi Múzeum-Egylet bölcs-, nyelv- és tört. szakosztályának Értesítője; Keleti Virágok; Ethnologische Mittheilungen aus Ungarn; Árménia; Irodalomtörténeti Közlemények; Erdélyi Irodalmi Társaság Évkönyveiben és Emlékkönyvében; Korrespondenzblatt; Erdélyi Irók és Művészek Almanachja; Erdély; Hunfalvy-Album; Századok; Ethnographia; Akadémiai Értesítő; Erdélyi Múzeum; Erdélyi Hiradó; Westöstliche Rundschau; Protestáns Közlöny; Marosvásárhelyi Füzetek; Magyar Polgár; Protestáns Szemle

## Művei
- A sémi magánhangzókról és megjelölések módjairól. Pest, 1872
- Adalékok Krím történetéhez. Budapest, 1873
- Birálati jelentése Beőthy Leo, Juda, Izrael és Aram című munkájáról. Budapest, 1874
- Codex Cumanicus bibliothecae ad templum divi Marci Venetiarum. Primum ex integro edidit, prolegomenis, notis et compluribus glossariis instruxit. Budapest, 1880
- Additamentorum ad codicem cummanicum nova series. Budapest, 1883
- A kunok nyelvéről és nemzetiségéről. Budapest, 1885
- Az erdélyi irodalmi társaság feladata. Elnöki megnyitó. Kolozsvár, 1888
- Quinquaginta Aenigmata Cumanica ex codice cumanico bibliothecae ad templum divi Marci Venetiarum, versione et notis criticis illustravit. Budapest, 1888
- Az imádság története. Kolozsvár, 1889
- Hunyadmegyéről ethnographiai vázlat. Kolozsvár, 1890
- Ujabb adatok a kun Petrarka-codexhez. Budapest, 1892
- Relationum Hungarorum cum Oriente gentibusque orientalis originis historia antiquissima. Claudiopoli, 1893–1895. Két kötet.
- Kritische Beiträge zur Uralaltaischen Philologie. Berlin, 1897
- Emlékbeszéd bethleni gróf Bethlen Gábor felett. Kolozsvár, 1898
- Keleti kutfők. Budapest, 1898
- A katharosok hitfelekezete. Kolozsvár, 1899
- Emlékbeszéd Torma Károlyról. Déva, 1899
- Ismereteink Tibetről. Budapest, 1900